# Medaglie delle staffette miste dei Campionati europei di nuoto in vasca corta
In questa pagina sono elencate tutte le medaglie nelle staffette miste dei campionati europei di nuoto in vasca corta, organizzati dalla LEN, a partire da Chartres 2012 fino a Glasgow 2019

## 4 x 50 m stile libero mista
| Edizione        | Oro            | Argento | Bronzo      |
| --------------- | -------------- | ------- | ----------- |
| Chartres 2012   | Francia        | Russia  | Finlandia   |
| Herning 2013    | Russia         | Italia  | Paesi Bassi |
| Netanya 2015    | Italia         | Russia  | Paesi Bassi |
| Copenaghen 2017 | Paesi Bassi    | Russia  | Italia      |
| Glasgow 2019    | Francia Russia |         | Danimarca   |
| Kazan 2021      | Paesi Bassi    | Italia  | Polonia     |

- Paese più premiato:  Russia
- Record della competizione: 1'28"31  Russia [ Vladimir Morozov, Vladislav Grinëv, Arina Surkova, Marija Kameneva ], Glasgow 2019.

## 4 x 50 m mista mista
| Edizione        | Oro         | Argento     | Bronzo      |
| --------------- | ----------- | ----------- | ----------- |
| Chartres 2012   | Francia     | Slovenia    | Norvegia    |
| Herning 2013    | Germania    | Rep. Ceca   | Italia      |
| Netanya 2015    | Italia      | Russia      | Bielorussia |
| Copenaghen 2017 | Paesi Bassi | Bielorussia | Francia     |
| Glasgow 2019    | Russia      | Paesi Bassi | Danimarca   |
| Kazan 2021      | Paesi Bassi | Italia      | Russia      |

- Paese più premiato:  Russia,  Paesi Bassi
- Record della competizione: 1'36"18  Russia [ Kira Toussaint, Arno Kamminga, Maaike de Waard, Thom de Boer ], Kazan 2021.

## Medagliere delle staffette miste agli europei di nuoto in vasca corta
(aggiornato a Glasgow 2019)

| Pos. | Paese       | Oro | Argento | Bronzo | Totale |
| ---- | ----------- | --- | ------- | ------ | ------ |
| 1    | Paesi Bassi | 4   | 1       | 2      | 7      |
| 2    | Russia      | 3   | 4       | 1      | 8      |
| 3    | Francia     | 3   | 0       | 1      | 4      |
| 4    | Italia      | 2   | 3       | 2      | 7      |
| 5    | Germania    | 1   | 0       | 0      | 1      |
| 6    | Bielorussia | 0   | 1       | 1      | 2      |
| 7    | Slovenia    | 0   | 1       | 0      | 1      |
| 7    | Rep. Ceca   | 0   | 1       | 0      | 1      |
| 8    | Danimarca   | 0   | 0       | 2      | 2      |
| 9    | Norvegia    | 0   | 0       | 1      | 1      |
| 9    | Finlandia   | 0   | 0       | 1      | 1      |
| 9    | Polonia     | 0   | 0       | 1      | 1      |